# Juan de Urbieta
Juan de Urbieta (Hernani, ... – Hernani, 22 agosto 1553) era un fante basco che divenne famoso quando catturò il re Francesco I di Francia verso la fine della battaglia di Pavia il 24 febbraio 1525.

## Cattura del Francesco I di Francia
Circondato dalle truppe imperiali, il re di Francia e la sua scorta, che in quel momento combattevano a piedi, tentarono di sfondare il nemico, ma il cavallo di Francesco fu ucciso prima che potesse completare la manovra, e quando poté salire di nuovo in piedi, aveva spada puntata al suo collo. Era la spada di Juan de Urbieta. Il soldato basco, insieme a Diego Dávila e Alonso Pita da Veiga, ha accettato la sua resa. Non sapevano chi fosse il loro prigioniero, ma a causa dei suoi vestiti costosi e della sua armatura pensavano che sarebbe stato un grande nobile. Rimasero scioccati quando, consegnandolo ai loro ufficiali, furono informati di aver catturato il re di Francia.

## Conseguenze
Urbieta ottenne fama e onori grazie a questa azione. L'imperatore Carlo V gli concesse uno stemma e gli rilasciò un documento attestante i suoi meriti. Fu promosso ufficiale di cavalleria e ottenne i titoli di cavaliere di Santiago e "Contino de Su Majestad". Inoltre, Francesco I di Francia gli scrisse una lettera ringraziandolo per aver accettato la sua resa nel corso della battaglia, lasciandolo in vita.
Morì il 22 agosto 1553 ad Hernani, lo stesso luogo in cui era nato, e fu sepolto all'interno della chiesa di San Giovanni Battista, come aveva chiesto nel suo testamento. I suoi resti furono profanati dai soldati francesi durante la guerra d'indipendenza spagnola.